# Contea di Kent (Maryland)
La contea di Kent, in inglese Kent County, è una contea dello Stato del Maryland, negli Stati Uniti. La popolazione al censimento del 2000 era di 19 197 abitanti. Il capoluogo di contea è Chestertown.

## Geografia
La contea si affaccia sulla baia di Chesapeake a ovest; a nord scorre il fiume Sassafras, a est il Delaware e a sud il Chester. Il confine est è dato dalla linea Mason -Dixon.

### Contee confinanti
- Contea di Cecil - nord
- Contea di New Castle (Delaware) - nord-est
- Contea di Kent (Delaware) - sud-est
- Contea di Queen Anne - sud
- Contea di Anne Arundel - sud-ovest
- Contea di Baltimora - ovest
- Contea di Harford - nord-ovest

## Storia
La contea è datata al 1652 e deve il suo nome al Kent in Inghilterra.

## Comuni

### Towns
- Betterton
- Chestertown (capoluogo)
- Galena
- Millington
- Rock Hall